# Enguídanos
Enguídanos è un comune spagnolo di 345 abitanti situato nella comunità autonoma di Castiglia-La Mancia.